# 菊地幸夫
菊地 幸夫（きくち ゆきお、1957年〈昭和32年〉6月28日 - ）は、日本の弁護士（登録番号:20289、第二東京弁護士会所属）、コメンテーター。

## 来歴・人物
東京都出身。中央大学法学部卒業。四ッ谷にある番町法律事務所において弁護士として活動している。また、司法試験予備校の辰已法律研究所で長年講師を務めており、教え子から合格者を多数輩出。元司法研修所刑事弁護教官。弁護士としては、民事・刑事・学校・教育問題などを手がける。

## スポーツとの関わり
小学生時代は水泳の選手で練馬区立石神井東中学校でも水泳部に入部したが、男子バレーボール部の女性教員に勧められ転部。以降はバレーボール一筋で中学で東京都大会で準優勝、東京都立石神井高等学校でも活躍した。中央大学に進学したが、同高校女子バレーボール部のコーチを2年間務めた。
大学卒業後もバレーボール観戦やゲームの審判などを務め、日本バレーボール協会B級公認審判員の資格を取得した。義父は国際バレーボール連盟元国際審判員の松本幹。現在も練馬区立大泉学園小学校の女子バレー部およびPTAチーム監督を務めている。

## 出演

### テレビ
- 行列のできる法律相談所→行列のできる相談所（日本テレビ、2007年8月 - ）
- スッキリ!!（日本テレビ、2013年4月 - 、金曜日コメンテーター）
- ゴゴスマ -GO GO!Smile!-（CBCテレビ、火曜日）
- 報道ランナー（関西テレビ、2017年4月 - 2023年3月、水曜日）
- 週刊ニュースリーダー（テレビ朝日）
- キャッチ!（中京テレビ）
- Live News イット!（フジテレビ）
- newsランナー（関西テレビ、2023年4月 - ） - コメンテーター
- ニュースONE（東海テレビ、2024年4月1日 - ） -隔週月曜 コメンテーター

#### テレビドラマ
- 金曜ロードSHOW!特別ドラマ企画「視覚探偵・日暮旅人」（2015年11月20日、日本テレビ） - 弁護士 役

### ゲーム
- 行列のできる法律相談所（ニンテンドーDS、バンダイナムコゲームス・バンダイレーベル）

## 著書
- 『学校事故の法務と対処法Q&A』（2010年）
- 『学校事故と訴訟Q&A、医療過誤と訴訟、こんなときどうする（夫婦と親子の法律相談）』
- 『こんなときどうする（夫婦と親子の法律相談2）』
- 『こんなときどうする（土地と建物の法律相談）』

以上いずれも共著、三協法規出版。